# Discografia di Biagio Antonacci
La discografia di Biagio Antonacci, cantautore pop italiano attivo dal 1988, è costituita da sedici album in studio, due dal vivo, dieci raccolte e oltre cinquanta singoli.

## Album

### Album in studio
| Anno | Titolo | Classifiche | Classifiche | Classifiche | Certificazioni     |
| Anno | Titolo | ITA         | CHE         | GRC         | Certificazioni     |
| ---- | --- | ----------- | ----------- | ----------- | ------------------ |
| 1989 | Sono cose che capitano - Pubblicato: 12 giugno 1989 - Etichetta: Philips - Formati: CD, LP, MC, download digitale                   | —           | —           | —           |                    |
| 1991 | Adagio Biagio - Pubblicato: 14 gennaio 1991 - Etichetta: Philips - Formati: CD, LP, MC, download digitale                           | —           | —           | —           |                    |
| 1992 | Liberatemi - Pubblicato: 24 settembre 1992 - Etichetta: Mercury, PolyGram - Formati: CD, LP, MC, download digitale                  | —           | —           | —           |                    |
| 1994 | Biagio Antonacci - Pubblicato: 23 agosto 1994 - Etichetta: Mercury, PolyGram - Formati: CD, LP, MC, download digitale               | —           | —           | —           |                    |
| 1996 | Il mucchio - Pubblicato: 16 settembre 1996 - Etichetta: Mercury, PolyGram - Formati: CD, MC, download digitale                      | 4           | —           | —           |                    |
| 1998 | Mi fai stare bene - Pubblicato: 25 maggio 1998 - Etichetta: Mercury, PolyGram - Formati: CD, MC, download digitale                  | 1           | —           | —           |                    |
| 2001 | 9/nov/2001 - Pubblicato: 9 novembre 2001 - Etichetta: Iris, Universal Music Italia - Formati: CD, MC, download digitale             | 2           | —           | —           |                    |
| 2004 | Convivendo Parte I - Pubblicato: 19 marzo 2004 - Etichetta: Iris, Universal Music Italia - Formati: CD, download digitale           | 1           | —           | —           |                    |
| 2005 | Convivendo Parte II - Pubblicato: 11 febbraio 2005 - Etichetta: Iris, Universal Music Italia - Formati: CD, download digitale       | 1           | —           | —           |                    |
| 2007 | Vicky Love - Pubblicato: 16 marzo 2007 - Etichetta: Iris, Universal Music Italia - Formati: CD, download digitale                   | 1           | —           | —           |                    |
| 2008 | Il cielo ha una porta sola - Pubblicato: 31 ottobre 2008 - Etichetta: Iris, Universal Music Italia - Formati: CD, download digitale | 1           | —           | —           |                    |
| 2010 | Inaspettata - Pubblicato: 13 aprile 2010 - Etichetta: Iris, Sony Music - Formati: CD, download digitale                             | 1           | 33          | 9           | - ITA: Platino (3) |
| 2012 | Sapessi dire no - Pubblicato: 17 aprile 2012 - Etichetta: Iris, Sony Music - Formati: CD, LP, download digitale                     | 1           | 55          | —           | - ITA: Platino (2) |
| 2014 | L'amore comporta - Pubblicato: 8 aprile 2014 - Etichetta: Iris, Sony Music - Formati: CD, LP, download digitale                     | 1           | 55          | —           | - ITA: Platino (2) |
| 2017 | Dediche e manie - Pubblicato: 10 novembre 2017 - Etichetta: Iris, Sony Music - Formati: CD, LP, MC, download digitale               | 2           | —           | —           | - ITA: Platino     |
| 2019 | Chiaramente visibili dallo spazio - Pubblicato: 29 novembre 2019 - Etichetta: Iris, Sony Music - Formati: CD, LP, download digitale | 3           | —           | —           | - ITA: Oro         |
| 2024 | L'inizio - Pubblicato: 12 gennaio 2024 - Etichetta: Iris - Formati: CD, LP, download digitale                                       | 3           | —           | —           |                    |

### Album dal vivo
| Anno | Titolo | Classifiche | Certificazioni |
| Anno | Titolo | ITA         | Certificazioni |
| ---- | --- | ----------- | -------------- |
| 2011 | Colosseo - Pubblicato: 25 ottobre 2011 - Etichetta: Sony Music, Basta Edizioni Musicali S.r.l - Formati: CD, LP, MC, download digitale                                                  | 4           | - ITA: Platino |
| 2014 | Palco Antonacci San Siro 2014 - L'amore comporta - Pubblicato: 17 novembre 2014 - Etichetta: Sony Music, Basta Edizioni Musicali S.r.l - Formati: 2 CD + 1 DVD, 2 LP, download digitale | —           |                |

### Raccolte
- 1993 – Non so più a chi credere
- 1998 – Biagio 1988-1998
- 2000 – Tra le mie canzoni
- 2008 – Best of Biagio Antonacci 1989 2000
- 2008 – Best of Biagio Antonacci 2001 2007
- 2008 – Il cielo ha una porta sola
- 2010 – Canzoni d'amore
- 2013 – Questo sono io
- 2014 – The Platinum Collection
- 2015 – Biagio

### Edizioni speciali
- 1996 - Antes de todo (per il mercato spagnolo)
- 1999 - Iris (per il mercato spagnolo)
- 2003 - Cuanto tiempo...y ahora (per il mercato spagnolo e sudamericano)
- 2010 - Todo en español

## Singoli
| Anno | Titolo                                                                        | Certificazioni     | Album di provenienza              |
| ---- | ----------------------------------------------------------------------------- | ------------------ | --------------------------------- |
| 1988 | Voglio vivere in un attimo/Fiore                                              |                    | /                                 |
| 1989 | Fiore/Le mie donne                                                            |                    | Sono cose che capitano            |
| 1989 | Ti prenderò ballando                                                          |                    | Sono cose che capitano            |
| 1990 | Se tu fossi come.../Orchidea                                                  |                    | Adagio Biagio                     |
| 1990 | Se ti vedesse mamma                                                           |                    | Adagio Biagio                     |
| 1991 | Baciami stupido                                                               |                    | Adagio Biagio                     |
| 1992 | Liberatemi                                                                    |                    | Liberatemi                        |
| 1993 | Non so più a chi credere                                                      |                    | Liberatemi                        |
| 1997 | Non parli mai                                                                 |                    | Il mucchio                        |
| 1998 | Iris (tra le tue poesie)                                                      | - ITA: Platino     | Mi fai stare bene                 |
| 1998 | Quanto tempo e ancora                                                         |                    | Mi fai stare bene                 |
| 1998 | Mi fai stare bene                                                             |                    | Mi fai stare bene                 |
| 1999 | Non vendermi                                                                  |                    | Mi fai stare bene                 |
| 2001 | Ritorno ad amare                                                              |                    | 9/nov/2001                        |
| 2001 | Solo due parole                                                               |                    | 9/nov/2001                        |
| 2002 | Che differenza c'è                                                            |                    | 9/nov/2001                        |
| 2004 | Non ci facciamo compagnia                                                     |                    | Convivendo Parte I                |
| 2004 | Convivendo                                                                    |                    | Convivendo Parte I                |
| 2004 | Mio padre è un re                                                             |                    | Convivendo Parte I                |
| 2005 | Sappi amore mio                                                               |                    | Convivendo Parte II               |
| 2005 | Pazzo di lei                                                                  |                    | Convivendo Parte II               |
| 2005 | Immagina                                                                      |                    | Convivendo Parte II               |
| 2007 | Lascia stare                                                                  |                    | Vicky Love                        |
| 2007 | Sognami                                                                       |                    | Vicky Love                        |
| 2007 | L'impossibile                                                                 |                    | Vicky Love                        |
| 2008 | Il cielo ha una porta sola                                                    |                    | Il cielo ha una porta sola        |
| 2008 | Aprila                                                                        |                    | Il cielo ha una porta sola        |
| 2008 | Tra te e il mare                                                              |                    | Il cielo ha una porta sola        |
| 2010 | Se fosse per sempre                                                           | - ITA: Platino     | Inaspettata                       |
| 2010 | Inaspettata                                                                   |                    | Inaspettata                       |
| 2010 | Chiedimi scusa                                                                |                    | Inaspettata                       |
| 2010 | Buongiorno bell'anima                                                         | - ITA: Oro         | Inaspettata                       |
| 2011 | Ubbidirò (feat. Club Dogo)                                                    |                    | Inaspettata                       |
| 2011 | È già Natale                                                                  |                    | Inaspettata                       |
| 2012 | Ti dedico tutto                                                               | - ITA: Platino     | Sapessi dire no                   |
| 2012 | Non vivo più senza te                                                         | - ITA: Platino (2) | Sapessi dire no                   |
| 2012 | Insieme finire                                                                |                    | Sapessi dire no                   |
| 2012 | L'evento                                                                      |                    | Sapessi dire no                   |
| 2013 | Dimenticarti è poco                                                           |                    | Sapessi dire no                   |
| 2014 | Ti penso raramente                                                            | - ITA: Platino     | L'amore comporta                  |
| 2014 | Dolore e forza                                                                | - ITA: Oro         | L'amore comporta                  |
| 2014 | Tu sei bella                                                                  |                    | L'amore comporta                  |
| 2014 | Ho la musica nel cuore                                                        |                    | L'amore comporta                  |
| 2015 | L'amore comporta                                                              |                    | L'amore comporta                  |
| 2015 | Ci stai                                                                       |                    | Biagio                            |
| 2016 | Cortocircuito                                                                 |                    | Biagio                            |
| 2016 | One Day (tutto prende un senso)                                               |                    | Biagio                            |
| 2017 | In mezzo al mondo                                                             |                    | Dediche e manie                   |
| 2018 | Fortuna che ci sei                                                            |                    | Dediche e manie                   |
| 2018 | Mio fratello (feat. Mario Incudine)                                           |                    | Dediche e manie                   |
| 2019 | In questa nostra casa nuova (con Laura Pausini)                               |                    | /                                 |
| 2019 | Ci siamo capiti male                                                          |                    | Chiaramente visibili dallo spazio |
| 2020 | Ti saprò aspettare                                                            |                    | Chiaramente visibili dallo spazio |
| 2020 | Per farti felice                                                              |                    | Chiaramente visibili dallo spazio |
| 2020 | L'amore muore                                                                 |                    | Chiaramente visibili dallo spazio |
| 2022 | Seria                                                                         |                    | L'inizio                          |
| 2022 | Telenovela                                                                    |                    | L'inizio                          |
| 2023 | Sognami (feat. Tananai e Don Joe)                                             |                    | L'inizio                          |
| 2023 | Tridimensionale (con Benny Benassi)                                           |                    | L'inizio                          |
| 2023 | A cena con gli dei                                                            |                    | L'inizio                          |
| 2024 | Lasciati pensare                                                              |                    | L'inizio                          |
| 2024 | Nuestra Soledad (Original song from "A Journey to the heart, the wingwalker") |                    | /                                 |

## Videografia

### Video musicali
| Anno | Titolo                                               | Regista/i                 |
| ---- | ---------------------------------------------------- | ------------------------- |
| 1989 | Che fretta c'è                                       | Ambrogio Lo Giudice       |
| 1989 | Ci vediamo venerdì                                   |                           |
| 1989 | Fiore                                                |                           |
| 1991 | Cercasi disperatamente amore                         |                           |
| 1991 | Danza sul mio petto                                  |                           |
| 1991 | Il festival di Gabicce Mare                          |                           |
| 1992 | Liberatemi                                           |                           |
| 1992 | Assomigliami                                         |                           |
| 1993 | Non so più a chi credere                             |                           |
| 1994 | Non è mai stato subito                               | Stefano Salvati           |
| 1995 | Sei                                                  | Stefano Salvati           |
| 1996 | Se è vero che ci sei                                 |                           |
| 1998 | Iris (tra le tue poesie)                             |                           |
| 1998 | Quanto tempo e ancora                                |                           |
| 1998 | Mi fai stare bene                                    | Stefano Salvati           |
| 1998 | Cosa fai ragazza                                     | Carlo "Garedo" Tombola    |
| 1999 | Non vendermi                                         |                           |
| 2000 | Le cose che hai amato di più                         | Gaetano Morbioli          |
| 2001 | Ti ricordi perché                                    |                           |
| 2001 | Ritorno ad amare                                     | Gaetano Morbioli          |
| 2001 | Solo due parole                                      | Davide Marengo            |
| 2002 | Che differenza c'è                                   | Gaetano Morbioli          |
| 2004 | Non ci facciamo compagnia                            | Gaetano Morbioli          |
| 2004 | Convivendo                                           | Gaetano Morbioli          |
| 2005 | Sappi amore mio                                      | Gaetano Morbioli          |
| 2005 | Pazzo di lei                                         | Gaetano Morbioli          |
| 2005 | Immagina                                             |                           |
| 2007 | Lascia stare                                         | Gaetano Morbioli          |
| 2007 | Sognami                                              | Gaetano Morbioli          |
| 2007 | L'impossibile                                        | Biagio Antonacci          |
| 2008 | Iris (tra le tue poesie) '08                         | Gaetano Morbioli          |
| 2008 | Il cielo ha una porta sola                           | Daniele Persica           |
| 2009 | Aprila                                               | Fabio&Fabio               |
| 2009 | Tra te e il mare                                     | Fabio&Fabio               |
| 2010 | Se fosse per sempre                                  | Gaetano Morbioli          |
| 2010 | Inaspettata (Unexpected) (feat. Leona Lewis)         | Gaetano Morbioli          |
| 2010 | Chiedimi scusa                                       | Gaetano Morbioli          |
| 2010 | Buongiorno bell'anima                                | Gaetano Morbioli          |
| 2011 | Ubbidirò (feat. Club Dogo)                           | Gianluca "Calu" Montesano |
| 2011 | È già Natale                                         |                           |
| 2012 | Ti dedico tutto                                      | Gaetano Morbioli          |
| 2012 | Non vivo più senza te                                | Gaetano Morbioli          |
| 2012 | Insieme finire                                       | Gaetano Morbioli          |
| 2012 | L'evento                                             | Gaetano Morbioli          |
| 2013 | Dimenticarti è poco                                  | Gaetano Morbioli          |
| 2014 | Ti penso raramente                                   | Biagio Antonacci          |
| 2014 | Dolore e forza                                       | Gaetano Morbioli          |
| 2014 | Tu sei bella                                         | Gaetano Morbioli          |
| 2014 | Ho la musica nel cuore                               | Luca Traina               |
| 2015 | Cortocircuito                                        | Gaetano Morbioli          |
| 2015 | Ci stai                                              | Federico Zampaglione      |
| 2016 | Cortocircuito                                        | Gaetano Morbioli          |
| 2016 | One Day (tutto prende un senso) (feat. Pino Daniele) | Gaetano Morbioli          |
| 2017 | In mezzo al mondo                                    | YouNuts!                  |
| 2018 | Fortuna che ci sei                                   | Tiziano Russo             |
| 2018 | Mio fratello (feat. Mario Incudine)                  | Gabriele Muccino          |
| 2019 | In questa nostra casa nuova (con Laura Pausini)      | Gaetano Morbioli          |
| 2019 | Ci siamo capiti male                                 | Mauro Russo               |
| 2020 | Ti saprò aspettare                                   | Mauro Russo               |
| 2020 | Per farti felice                                     | Antonio Albanese          |
| 2020 | L'amore muore                                        | Gaetano Morbioli          |
| 2022 | Seria                                                | YouNuts!                  |
| 2023 | A cena con gli dei                                   | Olmo Parenti              |

#### Partecipazioni in video di altri artisti
| Anno | Titolo                                            | Artista                                          | Regista/i                     |
| ---- | ------------------------------------------------- | ------------------------------------------------ | ----------------------------- |
| 2012 | A muso duro                                       | Italia Loves Emilia                              | Riccardo Guernieri            |
| 2016 | Una città per cantare                             | Ron & Artisti Insieme per la Lotta Contro la SLA | Marco Donazzan, Luca Donazzan |
| 2018 | Il coraggio di andare/El valor de seguir adelante | Laura Pausini feat. Biagio Antonacci             | Gaetano Morbioli              |